# Schäferhundverein RSV2000
Der Schäferhundverein RSV2000 e. V. ist ein deutscher Hundezuchtverein, der 2007 auf Initiative von Helmut Raiser gegründet wurde. Er ist Mitglied im Verband für das Deutsche Hundewesen (VDH) und neben dem Verein für Deutsche Schäferhunde gemäß Fédération Cynologique Internationale Rasseechtheits-Zertifikate auszustellen.

## Beschreibung
Der Hauptsitz befindet sich in Hann. Münden. Die Hauptgeschäftsstelle, die das Zuchtwesen betreut ist in Neustadt am Rübenberge, die Zweigstelle mit der Vereinsadministration liegt in Jahnsdorf. Der RSV2000 ist sowohl nationaler Verein als auch internationaler Verband, hat international Mitglieder und richtet Weltmeisterschaften aus.
Er betreut neben dem deutschen Schäferhund seit 2023 auch den belgischen Schäferhund in der Varietät Malinois in Sachen Zucht und Ausbildung.
Das Zuchtziel des Vereins ist die Erhaltung ursprünglicher Gebrauchshundeeigenschaften beim Deutschen Schäferhund. Dies soll unter anderem durch die Förderung eines breiten Genpools (Vermeidung von Inzuchtdepression und Ahnenverlust), die Begrenzung der Deckeinsätze von Zuchthunden und durch die Erfassung aller gesundheitlichen Daten der Zuchthunde erreicht werden.

## Verhältnis zum VDH
Die Aufnahme als Rassezuchtverein innerhalb des VDH erfolgte im März 2009. In einem Rundschreiben im Februar 2017 teilte der VDH den Ausschluss des RSV2000 aus dem Verband mit. Durch eine einstweilige Verfügung erstritt der RSV2000 die Wiederaufnahme in den VDH. Die Berufung dagegen wurde abgewiesen.

## CACIT
Das Kürzel CACIT steht für das französische „Certificat d'Aptitude au Championnat International de Travail“ und bezeichnet eine Auszeichnung, die im Hundesport zur Erlangung des Titels FCI-Internationaler Arbeitschampion vergeben wird. Mathias Dögel, Leiter für Ausbildung und Zucht der Malinois beim RSV2000 sowie Gründer von working-dog.com, hat mit dem CACIT Germany eine eigene Veranstaltung ins Leben gerufen, bei der dieser internationale Titel erreicht werden kann.
Die Teilnahme ist in der Prüfungsstufe FCI-IGP 3 möglich, eine vorherige Qualifikation ist nicht notwendig. Außerdem werden die Ergebnisse aus den drei CACIT-Veranstaltungen in Deutschland, Polen und Tschechien als sogenannte CACIT Golden League gemeinsam gewertet.